# Municipio de Falkenberg (Suecia)
El municipio de Falkenberg (en sueco: Falkenbergs kommun) es un municipio en la provincia de Halland, al sur de Suecia. Su sede se encuentra en la ciudad de Falkenberg. El municipio actual fue creado en 1971 cuando la ciudad de Falkenberg se fusionó con seis municipios rurales aledaños (formados por la reforma del gobierno en 1952) y parte de un séptimo.

## Localidades
Hay 18 áreas urbanas (tätort) en el municipio:
| #  | Pueblo                | Población | #  | Pueblo          | Población |
| -- | --------------------- | --------- | -- | --------------- | --------- |
| 1  | Falkenberg            | 28.357    | 11 | Ätran           | 405       |
| 2  | Slöinge               | 1.095     | 12 | Morup           | 331       |
| 3  | Glommen               | 1.085     | 13 | Årstad          | 280       |
| 4  | Vessigebro            | 836       | 14 | Vinbergs kyrkby | 268       |
| 5  | Ullared               | 748       | 15 | Bergagård       | 259       |
| 6  | Vinberg               | 654       | 16 | Fegen           | 242       |
| 7  | Långås                | 584       | 17 | Olofsbo         | 234       |
| 8  | Heberg                | 463       | 18 | Köinge          | 219       |
| 9  | Älvsered              | 441       |    |                 |           |
| 10 | Långasand och Ugglarp | 417       |    |                 |           |

## Economía
El principal ingreso para el municipio es el turismo desde Suecia, Alemania, Dinamarca, Holanda y Noruega. La industria alimentaria es también importante, Carlsberg Brewery tiene una planta con 570 empleados y Arla Foods, que fabrica queso, tiene una fábrica con 400 empleados. Otros lugares de trabajo importantes es el centro comercial Gekås en Ullared, que cuenta con más de 1100 empleados.[cita requerida]

## Ciudades hermanas
Falkenberg está hermanado o tiene tratado de cooperación con:
- Borgarfjörður, Islandia
- Gniezno, Polonia
- Leirvík, Islas Feroe
- Pieksämäki, Finlandia
- Ullensaker, Noruega
- Fåborg, Dinamarca